# Alain Veinstein
Pour les articles homonymes, voir Veinstein.
Alain Veinstein, né le 17 août 1942 à Cannes, est un écrivain et poète français, lauréat du prix Mallarmé, ainsi qu'un animateur et producteur d'émissions de radio.

## Biographie

### Famille
Alain Veinstein est issu d'une famille juive, son grand-père maternel est rabbin. Il naît à Cannes d'un père avocat qui quitte le barreau pour le théâtre, puis devient universitaire et théoricien de la mise en scène et d'une mère qui a tenu le secrétariat des Cahiers Paul Claudel.

### Parcours professionnel

#### Radio
Après des études de droit et de sciences politiques, il entre en 1969 à l'Office de radiodiffusion-télévision française (ORTF) sur un poste administratif puis, en 1975, à Radio France.
Depuis 1978, année où il crée Les Nuits magnétiques, il est aussi la voix des Nuits de France Culture, avec les entretiens littéraires nocturnes Du jour au lendemain (recevant chaque soir un écrivain) et les émissions Surpris par la nuit, Surpris par la poésie, etc.
Son émission Du jour au lendemain est supprimée de la grille des programmes à la rentrée 2014 et sa dernière émission, le 4 juillet, dans laquelle il fait ses adieux, n'est pas diffusée car, selon le directeur de la station Olivier Poivre d'Arvor, « trente-cinq minutes de récits subjectifs et de discussions internes ne regardent en rien l'auditeur. » Cette dernière émission est finalement proposée en écoute libre, le 13 juillet, sur le site internet de la radio ainsi que depuis différentes plateformes de podcast. Le texte de cette émission a été publié le 4 septembre suivant, par les éditions du Seuil.

#### Écriture et arts plastiques
À la fin des années 1960, Alain Veinstein est éditeur pour Adrien Maeght, chez qui il fonde, avec Yves Bonnefoy, la revue L'Éphémère (1966-1972), qui réunit, outre leurs textes, ceux d'André du Bouchet, Jacques Dupin, Gaëtan Picon, ou encore Louis-René des Forêts et Paul Celan.
En 1981, il est conseiller à la rédaction de L'Autre Journal auprès de Michel Butel.
En 1989, il ouvre une galerie d'art, à Paris rue de Lappe, qu'il ferme assez rapidement.
En 1998, il est nommé directeur de la communication de la Bibliothèque nationale de France et dirige le centre international de poésie Marseille de 1999 à 2001.
Après son départ de France Culture, en 2014, il renoue avec la peinture et le dessin qu'il avait abandonnés lorsqu'il s'est tourné vers la littérature et la radio : « Très jeune, je voulais être peintre. J’y travaillais en solitaire entre les quatre murs d’une chambre de bonne ou sur le vif des rues de Paris et des campagnes environnantes. Quoi qu’il arrive, je passais le jeudi au Louvre comme d’autres préféraient les plaisirs du stade ou du bowling. » Il expose depuis régulièrement ses œuvres en institutions et dans des galeries d'art.

### Vie privée
Il est marié avec la journaliste et écrivain Laure Adler, rencontrée à la radio, avec qui il a eu un fils, mort en bas âge, et deux filles dont Léa Veinstein.

## Œuvres

### Romans
- L’Accordeur, Calmann-Lévy, 1996, puis Folio (no 3086). « Le narrateur, qui n'a jamais connu son père, a été élevé par son grand-père, un homme sombre et silencieux qui exerçait le métier de fossoyeur. Lorsqu'à son tour il deviendra père, les mots à destination de son fils lui manqueront. Roman sur l'incommunicabilité entre les êtres et sur la filiation. »
- Violante, Mercure de France, 1999, puis Folio (no 3527). « La vie d'un galeriste parisien de la rue de Lappe passablement désabusé. »
- L’Intervieweur, Calmann-Lévy, 2002. « L'intervieweur est un présentateur radiophonique, pour une émission littéraire, le spectateur de tous ces écrivains. Un jour à force d'entendre les discours trop bien préparés, il a le sentiment de désapprendre toute langue, de ne plus entendre ni comprendre... »
- La Partition, Grasset, 2004, puis Folio (no 4414). « Cet homme que je n'ai pour ainsi dire jamais approché en chair et en os, je l'ai toujours considéré comme une espèce de monstre, de boucher... »
- Dancing, Le Seuil, 2006. « Histoire d’un homme qui décide, après avoir passé des années à écrire enfermé entre ses quatre murs, de prendre enfin son existence à bras-le-corps. »
- Cent quarante signes, Grasset, 2013
- Les Ravisseurs, Grasset, 2015

### Textes, poésie, livres illustrés
- Répétition sur les amas, Mercure de France, 1974
- Qui l'emportera ?, Le Collet de Buffle, 1974
- L'Introduction de la pelle (monogravures de Lars Fredrikson), Orange Export Ltd, 1975
- Dernière Fois, Orange Export Ltd, 1976
- Recherche des dispositions anciennes (ill. de Joël Kermarrec), Maeght, 1977
- Corps en dessous, Clivages, 1979
- Sans elle, Lettres de Casse, 1980
- Ébauche du féminin, Maeght, 1981
- Même un enfant, Le Collet de Buffle, 1988
- Une seule fois un jour, Mercure de France, 1988
- Bras ouverts, Mercure de France, 1989
- Tout se passe comme si, Mercure de France, 2001
- Bonnes Soirées, Farrago, 2001
- Le Développement des lignes, Le Seuil, 2009
- Radio sauvage, Le Seuil, 2010 - Récits sur la radio
- Voix seule, Le Seuil, 2011
- Scène tournante, Le Seuil, 2012
- L'Introduction de la pelle (Poèmes 1967-1989), Le Seuil, coll. « Fiction & Cie », 2014
- Du jour sans lendemain, Le Seuil, 2014 - Retranscription de l'émission du 4 juillet 2014 sur France Inter
- Papiers Peints[5], texte d’Alain Veinstein, postface de Bernard Comment, 60 ill., Le Seuil, coll. « Fiction & Cie », 88 p., 2017
- À n'en plus finir, Le Seuil, 2019
- Poursuivre, Le Seuil, 2022

### Prix
- 2010 : Prix de la langue française pour l’ensemble de son œuvre[7]

### Décorations
- Commandeur de l'ordre des Arts et des Lettres (2015)[8]

## Expositions
- Galerie la Forest Divonne, Paris, avril 2017[5]
- Centre international de poésie Marseille, juillet 2018
- Point to Point Galerie, Nîmes, avril 2019
- Galerie XXI, Paris, juin-juillet 2021[9]